# Pseudopachychaeta oscinina
Pseudopachychaeta oscinina är en tvåvingeart som först beskrevs av Carl Fredrik Fallén 1813.  Pseudopachychaeta oscinina ingår i släktet Pseudopachychaeta, och familjen fritflugor. Arten är reproducerande i Sverige.